# Petter Hansson
Petter Hansson /'pɛtɛr 'hɑːnsɔn/ (* 14. prosince 1976 Söderhamn) je švédský fotbalový obránce působící v nizozemském klubu SC Heerenveen. Hansson nejčastěji nastupuje na postu středního obránce nebo defenzivního záložníka, kde spoléhá hlavně na svou sílu a přesnost. V reprezentaci si poprvé zahrál v únoru 2001 v zápase proti Finsku. Zúčastnil se Švédskem i mistrovství Evropy ve fotbale 2004 v Portugalsku.